# Dawid Magen
Dawid Magen, (hebr.: דוד מגן, ang.: David Magen, ur. jako Dawid Monsonego 4 września 1945 w Fezie) – izraelski polityk, w 1990 minister bez teki, w latach 1990–1992 minister gospodarki i planowania, w latach 1996–1997 wiceminister finansów, poseł do Knesetu – w latach 1981–1999 z listy Likudu w latach 2001–2003 z listy Partii Centrum.
W wyborach parlamentarnych w 1981 po raz pierwszy dostał się do izraelskiego parlamentu. Zasiadał w Knesetach X, XI, XII, XIII, XV i XV kadencji.
23 lutego 1999 opuścił wraz z Jicchakiem Mordechajem, Danem Meridorem i Eli’ezerem Sandbergiem frakcję Likud-Geszer-Comet, by – wspólnie z Chaggajem Meromem i Nissimem Cewilim z Partii Pracy – utworzyć nowe ugrupowanie: Partię Centrum. W wyborach w 1999 nie uzyskał reelekcji, powrócił jednak do parlamentu 8 marca 2001 zastępując Uriego Sawira.